# Epimecis subalbida
Epimecis subalbida är en fjärilsart som beskrevs av W. Warren 1900. Epimecis subalbida ingår i släktet Epimecis och familjen mätare. Inga underarter finns listade i Catalogue of Life.